# Sympetrum sinaiticum
Sympetrum sinaiticum – gatunek ważki z rodziny ważkowatych (Libellulidae).